# Numa Droz

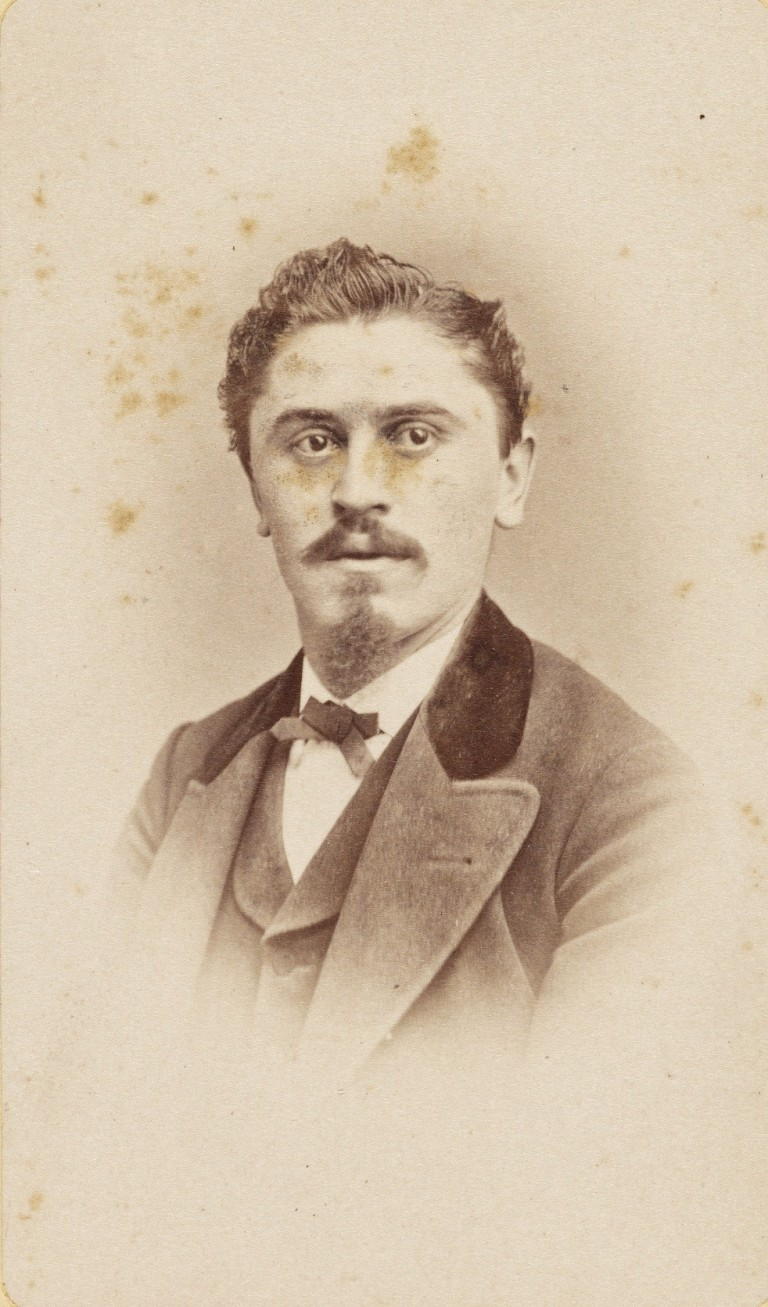
Numa Droz in jungen Jahren

Numa Droz (* 27. Januar 1844 in La Chaux-de-Fonds; † 15. Dezember 1899 in Bern; heimatberechtigt in Le Locle und La Chaux-de-Fonds) war ein Schweizer Politiker. Zunächst arbeitete er als Graveur, Lehrer und Journalist, Ende der 1860er Jahre begann seine politische Karriere als Grossrat und Staatsrat im Kanton Neuenburg. Als einer der wenigen Nichtakademiker wurde der Vertreter der radikalen Fraktion (der heutigen FDP) im Dezember 1875 in den Bundesrat gewählt. Droz ist bis heute der jüngste Bundesrat überhaupt. Er gehörte der Landesregierung bis 1892 an.

## Biografie

### Kindheit und Jugend
Numa Droz war das zweite von fünf Kindern des Uhrmachers Eugène Droz und von Louise-Élise Benguerel. Als er sechs Jahre alt war, starb sein Vater. Daraufhin musste seine Mutter die Kinder alleine durchbringen und war dabei vorübergehend von der Fürsorge abhängig. Im Alter von 14 Jahren absolvierte Droz eine Lehre als Graveur in der Uhrenfabrik Grandjean & Perrenoud. Ab 1859 war er im protestantischen Schulheim Grandchamp in Boudry, das von seinem späteren Vertrauten Félix Bovet geführt wurde, als Aufseher und Repetitor angestellt. Der Vorstand des Schulheims lehnte sein Gesuch, als Missionar arbeiten zu dürfen, ab und er musste wieder seine frühere Tätigkeit als Graveur aufnehmen. Im Selbststudium erwarb er das Patent als Primarlehrer und unterrichtete ab 1862 zwei Jahre lang in Chaumont und Neuchâtel.

### Kantons- und Bundespolitik
In der Kantonshauptstadt kam Droz bald mit den Radikalliberalen in Kontakt und fiel mit seinem Redner- und Schreibtalent auf. Die Position als Redaktor der Parteizeitung Le National suisse (1864–1871) nutzte er als Sprungbrett in die Politik. Im November 1869 wurde er zum Abgeordneten im Grossen Rat (Grand Conseil) gewählt. Bereits im Juli 1871, er war damals erst 27 Jahre alt, folgte die Wahl in den Staatsrat (Conseil d’État). Als Vorsteher des Erziehungs- und Kultusdepartements setzte er 1872 ein neues liberales Schulgesetz gegen starke Opposition aus konservativen Kreisen durch. Im folgenden Jahr setzte er das Kirchenorganisationsgesetz durch. Es gewährleistete die Gewissensfreiheit der Pastoren, führte aber zur Spaltung der reformierten Kirche und zur Gründung der unabhängigen Église indépendante.
Ab Dezember 1872 vertrat Droz den Kanton Neuenburg im Ständerat. Er beteiligte sich aktiv an der Debatte um die neue Bundesverfassung und war einer der Autoren des Kompromissvorschlags von 1874, der in der Volksabstimmung eine Mehrheit fand. Im Dezember 1875 wurde Droz zum Ständeratspräsidenten gewählt, übte dieses Amt aber nur wenige Tage aus.
Die Bundesratswahlen am 10. Dezember 1875 waren umstritten. Gegen den Willen der Radikalen aus dem Kanton Waadt stellte sich Droz ebenfalls als Kandidat zur Verfügung. Bei der Wahl des siebten Bundesrats erhielt er 65 Stimmen und unterlag damit dem gemässigten Solothurner Bernhard Hammer. Am selben Tag war der Waadtländer Louis Ruchonnet zum vierten Bundesrat gewählt worden. Da er aber die Wahl nicht annahm, musste am 18. Dezember eine Nachwahl durchgeführt werden. Charles Estoppey schaffte im ersten Wahlgang das absolute Mehr mit 86 Stimmen (Droz erhielt 71), weigerte sich aber ebenfalls, das Amt anzunehmen. Schliesslich fiel die Wahl auf den 31-jährigen Droz, der im zweiten Wahlgang 85 von 168 gültigen Stimmen erhielt (auf Jules Roguin entfielen 52, auf Louis Rambert 20, auf weitere Personen 11 Stimmen).

### Bundesrat

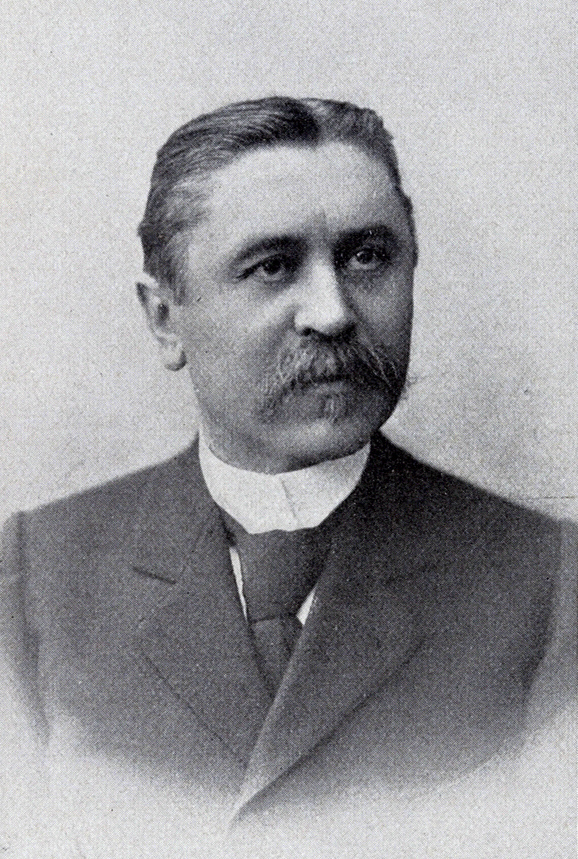
Der ältere Politiker

Zunächst stand Droz ab 1. Januar 1876 dem Departement des Innern vor. Als solcher war er unter anderem für die Bundesverwaltung und die Aufsicht über die interkantonalen Konkordat zuständig. Zunehmend sah er sich mit sozialen und wirtschaftlichen Fragen konfrontiert, die gesetzlich geregelt werden mussten. Beispielsweise setzte er das Fabrikgesetz von 1877 um, wobei er seine eigenen Erfahrungen als Uhrenarbeiter einfliessen liess. Im 19. Jahrhundert war es üblich, dass sich amtierende Bundesräte einer Komplimentswahl stellten, d. h. als Nationalräte kandidierten. 1878 wurde Droz aufgrund parteiinterner Differenzen seiner radikalen Parteifreunde im Kanton Neuenburg gar nicht erst als Kandidat aufgestellt. Da er in der übrigen Schweiz unbestritten war, bestätigte ihn die Bundesversammlung trotzdem, obwohl ihm eigentlich die Legitimation durch das Wahlvolk fehlte.
Droz unterstützte ausdrücklich die Reorganisation der Departemente, mit der die Arbeitslast der Bundesräte besser verteilt werden sollte. 1879 übernahm er die Führung des neu strukturierten Handels- und Landwirtschaftsdepartements. Diesem stand er, mit einer Ausnahme, bis 1886 vor; dabei konnte er mehr als zuvor sein Talent als Unterhändler und Gesetzgeber zur Geltung bringen. Sein Hauptanliegen waren mehrere Gesetze zum Qualitäts- und Patentschutz der Schweizer Industrie, wobei vor allem die exportabhängige Uhrenindustrie davon profitierte. Auf Grundlage der 1886 in Kraft getretenen Berner Übereinkunft zum Schutz von Werken der Literatur und Kunst, an deren Entstehung er beteiligt gewesen war, erarbeitete Droz auch das erste Urheberrecht der Schweiz. Weitere Tätigkeiten umfassten Massnahmen zur Bekämpfung von Tierseuchen und die Neuverhandlung bestehender Handelsverträge. Sein Wirken fällt in die Zeit der Grossen Depression, was mit einer Rückkehr zur Schutzzollpolitik verbunden war und dem überzeugten Anhänger des Freihandels zunehmend missfiel.
1881 amtierte Droz erstmals als Bundespräsident und somit wie damals üblich gleichzeitig Vorsteher des Politischen Departements. Nach seiner zweiten Wahl zum Bundespräsidenten brach er 1887 als erster Bundesrat mit diesem Rotationsprinzip, zumal dieses bisher eine kontinuierliche Aussenpolitik behindert hatte. Somit blieb er auch nach seinem Präsidialjahr Vorsteher des neu als Departement des Äusseren bezeichneten Aussenministeriums. 1889 musste er wegen der Affäre Wohlgemuth eine ernste aussenpolitische Krise bewältigen: Der deutsche Polizeiinspektor August Wohlgemuth war wegen Spitzeltätigkeiten gegen deutsche Emigranten in der Schweiz (überwiegend Sozialisten) ausgewiesen worden, woraufhin Reichskanzler Otto von Bismarck mit Repressalien drohte. Droz trat den Drohungen selbstbewusst entgegen und betonte, dass keine andere Macht Polizeigewalt auf Schweizer Territorium ausüben dürfe. Als Folge dieser Krise reorganisierte der Bundesrat den Staatsschutz.

### Weitere Tätigkeiten

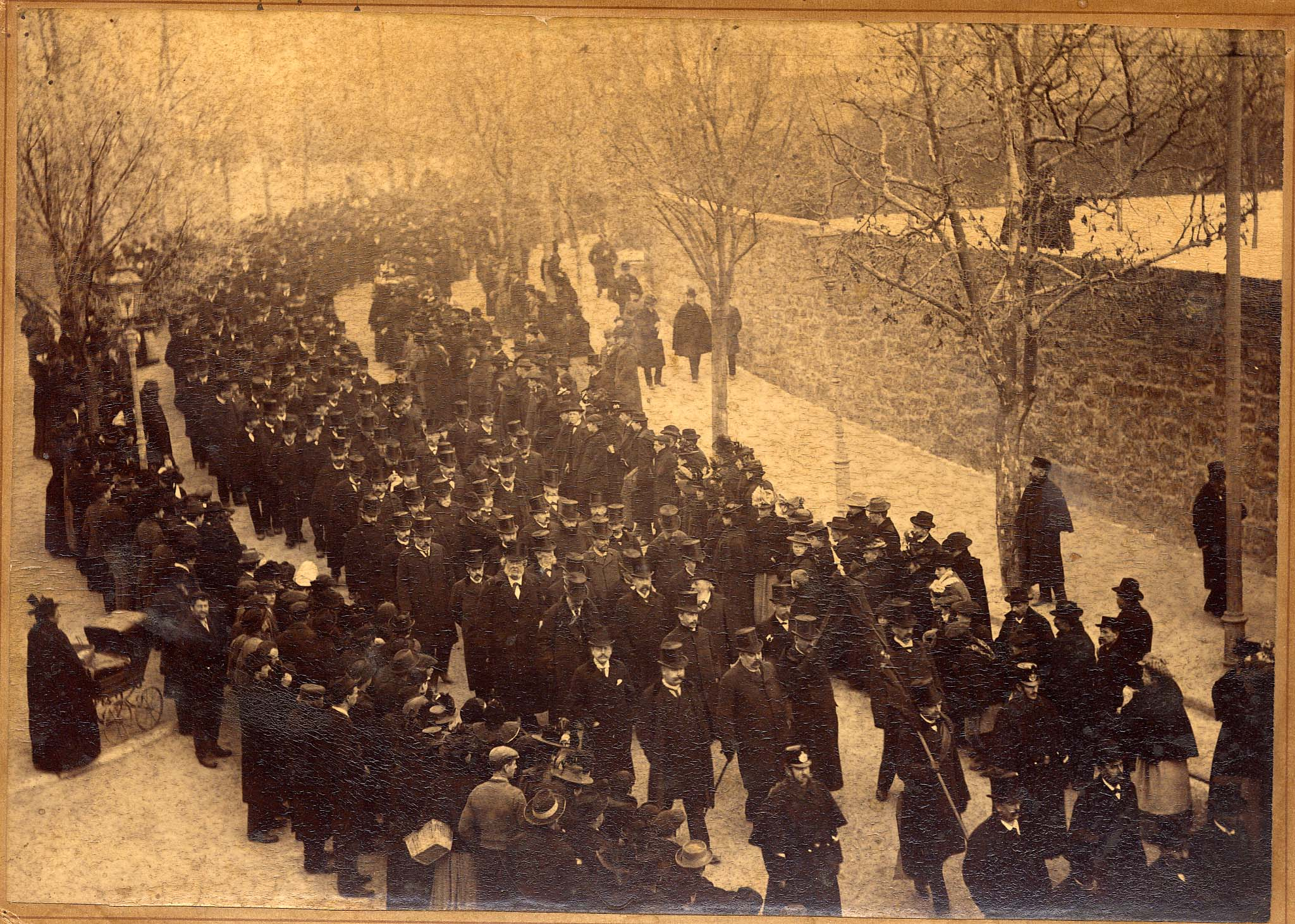
Die Beerdigung von Numa Droz am 18. Dezember 1899

Am 31. Dezember 1892 trat Droz als Bundesrat zurück. Das «System Droz» wurde in Frage gestellt und bis 1920 übernahm wieder automatisch der Bundespräsident das Amt des Aussenministers. Ab 1893 leitete er das Internationale Transportbüro und das Zentralamt für den internationalen Eisenbahnverkehr (OCTI). In der Öffentlichkeit wandte er sich gegen den zunehmenden Etatismus, beispielsweise 1897 bei der Frage um die Schaffung einer Nationalbank. Obwohl er noch 1878 die Nachfinanzierung der Gotthardbahn mit Steuergeldern unterstützt hatte, lehnte er zwanzig Jahre später die Eisenbahnverstaatlichung entschieden ab. Vor der Volksabstimmung vom 20. Februar 1898 setzte er sich mit einer Broschüre und zahlreichen Vorträgen gegen die Gründung der späteren Bundesbahnen ein. Er überwarf sich dabei mit vielen politischen Freunden, die ihm vorwarfen, er habe sich auf die Seite der Hochfinanz geschlagen.
Droz wies Angebote zurück, als Gouverneur von Kreta und als Berater des Königs von Siam zu wirken. In seiner Freizeit betrieb er politische Studien und historische Forschungsarbeiten über die Schweiz des 19. Jahrhunderts und seine Geburtsstadt La Chaux-de-Fonds. Im Alter von 55 Jahren starb er an einer Hirnhautentzündung.

## Ehrungen
- Seine Geburtsstadt benannte im Jahr 1900 eine der grössten Strassen, die Rue de la Demoiselle, zu seinen Ehren in Rue Numa-Droz um.[10][11]

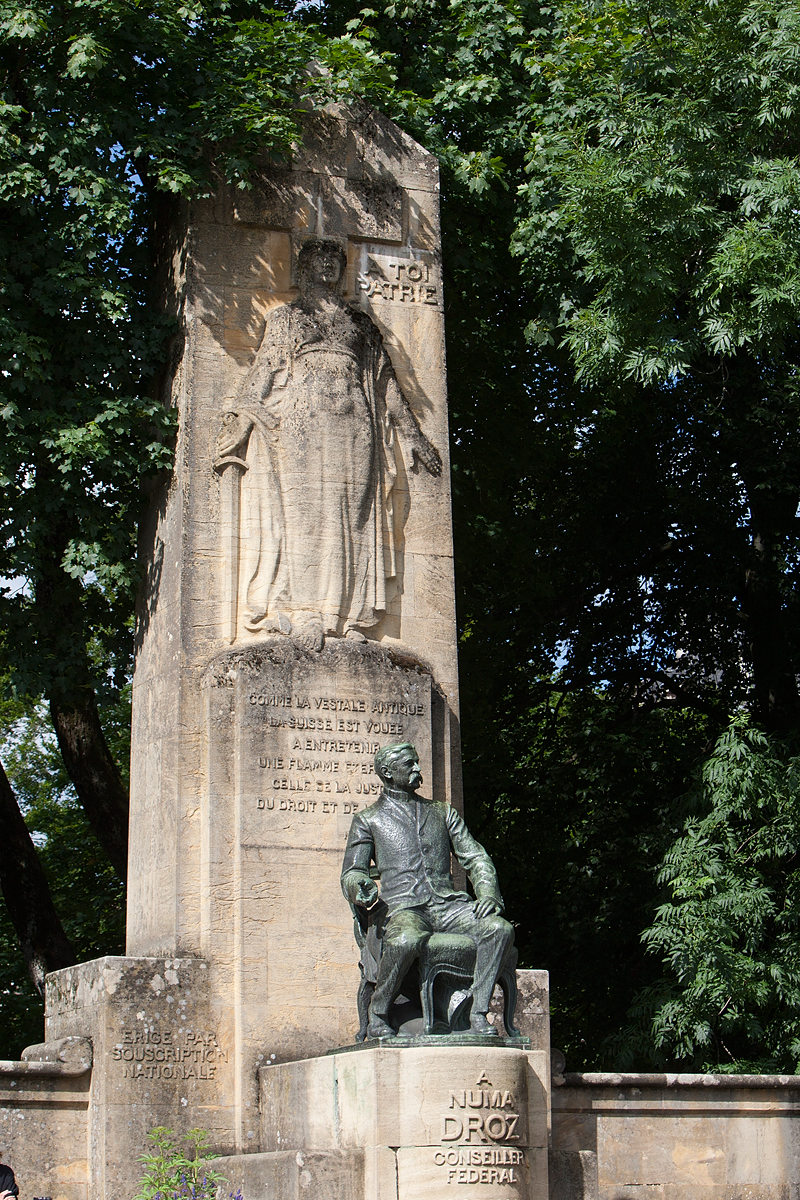
Früheres Denkmal auf dem Bahnhofplatz in La Chaux-de-Fonds, gestaltet vom Parteifreund Charles L’Eplattenier. Davon blieb nur die Plastik erhalten (heute an der Ecke Rue Numa-Droz/Rue Abraham-Louis Breguet), die patriotisch-militaristische Umrahmung wurde 2012 beim Umbau des Bahnhofplatzes völlig demontiert.